# Rotterdamsche Aero Club
De Rotterdamsche Aero club (RAC) is een in 1926 opgerichte Nederlandse vereniging van sportvliegers. Oorspronkelijk was zij gevestigd op vliegveld Waalhaven. In 1936 moest zij van Waalhaven vertrekken naar vliegveld Ypenburg, alwaar ook de in 1934 opgerichte Haagsche Aero Club actief was.
Na de oorlog ging de RAC verder op vliegveld Zestienhoven.
In 1927 stichtte zij de Nationale Luchtvaartschool N.V.